# رضا يلدرم
رضا يلدرم هو مصارع رياضي تركي، ولد في 6 مايو 1987 في توقاد في تركيا.

## وصلات خارجية
- رضا يلدرم على موقع قاعدة بيانات المصارعة الدولية (الإنجليزية)